# NGC 815
NGC 815 (również PGC 906183) – galaktyka podwójna znajdująca się w gwiazdozbiorze Wieloryba.
Odkrył ją Ormond Stone 6 stycznia 1886 roku. Ponieważ pozycja podana przez niego obarczona była błędem, przez wiele lat obiekt NGC 815 uznawany był za „zaginiony”, bądź błędnie identyfikowano go jako galaktykę PGC 7798. Analiza szkicu jaki wykonał Stone po obserwacji pozwoliła ustalić, że to galaktyka PGC 906183 była obiektem, który zaobserwował.